# Aurora Pleșca
Aurora Pleșca (Temesvár, 1963. szeptember 2. –) olimpiai ezüstérmes román evezős.

## Pályafutása
Az 1982-es luzerni világbajnokságon bronzérmes lett kormányos négyesben, majd az 1984-es Los Angeles-i olimpián nyolcasban ezüstérmet szerzett társaival.

## Sikerei, díjai
- Olimpiai játékok – nyolcas
  - ezüstérmes: 1984, Los Angeles
- Világbajnokság – kormányos négyes
  - bronzérmes: 1982